# ドワングワ川
ドワングワ川（ドワングワがわ、Dwangwa River）は、マラウイ国内を流れる河川で、河川延長は160Kmである。この河川はマラウイ中部州の高原地帯であるカスング国立公園を水源とし、谷に沿って国土を東北東の方角へ流れ、マラウイ湖へと注ぎ込むとともに、バナ湿地（Bana Swamp）にも流れている。
ドワングワ川の水は農業用の灌漑に利用されているほか、流域中の水力発電所で水力発電も行われており、さらにエビや魚などの水産資源の供給源としても重要である。FAOの見積もりでは、年間1万5000トン程度の水産資源が見込めるとされている。